# Trichomyia congoensis
Trichomyia congoensis är en tvåvingeart som beskrevs av Satchell 1955. Trichomyia congoensis ingår i släktet Trichomyia och familjen fjärilsmyggor.
Artens utbredningsområde är Kongo. Inga underarter finns listade i Catalogue of Life.